# Willy Tappolet
Willy Tappolet, né à Lindau le 6 août 1890 et décédé le 24 février 1981 à Genève est un musicologue et auteur suisse.

## Biographie
Fils d'August Heinrich Tappolet, pasteur, et de Maria Hedwig Rohr, il suit des études en littératures allemande et romane, histoire de la musique et psychologie à l'Université de Montpellier, l'Université de Berlin et l'Université de Zurich. Il y obtient un doctorat en psychologie en 1917
il se marie en 1920 avec Martha Huggenberg. Le couple a trois enfants: l’historien, musicologue et enseignant genevois Claude Tappolet, le premier directeur de la Télévision suisse romande de 1954 à 1958,Frank Tappolet et l’architecte paysagiste Luc Tappolet.
Après avoir commencé sa carrière en tant qu'enseignant à l'école secondaire de Genève dès 1919, Willy Tappolet est habilité à l'Université de Genève en 1938 avec une thèse sur la notation musicale et son influence sur la pratique musicale du Moyen Âge au XXe siècle, qui est publiée à Neuchâtel en 1947.
Cette œuvre jette les bases de son rôle prépondérant dans l'établissement de la chaire de musicologie à l'Université de Genève en 1949, dans ce qui était autrefois l'Académie de Calvin. Son engagement académique se poursuit  avec sa nomination comme professeur extraordinaire en 1955, couronnée par l'obtention du titre de professeur honoraire à sa retraite en 1960,.

## Publications
Parmi ses publications, l’on compte la première biographie consacrée au compositeur Arthur Honegger en 1933, un ouvrage traduit par son fils, Claude Tappolet en 1957.
En dehors de son parcours académique, Willy Tappolet a également joué un rôle significatif dans la vie musicale suisse, en particulier en Suisse romande, à travers sa contribution en tant que critique musical pour la Revue musicale suisse et la Neue Zürcher Zeitung.
Son travail critique et ses recherches se sont principalement concentrés sur l'histoire de la musique suisse au XXe siècle. Il est également membre actif des comités du conservatoire de Genève et de l'Orchestre de la Suisse Romande entre 1922 et 1935.
L'apport de Willy Tappolet à la musicologie et à la critique musicale a été reconnu par plusieurs distinctions, dont le prix d'honneur en 1933 du prix littéraire de la ville de Zurich pour sa biographie d'Arthur Honegger. Son héritage perdure à travers ses publications, notamment "La Notation musicale et son influence sur la pratique de la musique du moyen âge à nos jours", qui demeure un jalon comme référence dans le domaine de la musicologie,.

## Distinction
En 1968, il reçoit les insignes de la Croix de Commandeur de l'Ordre du mérite de la République Fédérale d'Allemagne.